# Lista de jogadores da Major League Baseball com média de .500 em slugging
Esta é a lista de jogadores da Major League Baseball com uma média de .500 em slugging. Babe Ruth detém o recorde em "slugging percentage" com   .6897. O nome é muitas vezes mal compreendido pois a estatística não é uma porcentagem mas uma escala de medida cujo valor é um número racional com intervalos de 0,4.
A medida de slugging é definida usando este cálculo:
{\displaystyle SLG={\frac {({\mathit {1B}})+(2\times {\mathit {2B}})+(3\times {\mathit {3B}})+(4\times {\mathit {HR}})}{AB}}}
Jogadores em negrito estão ativos até a temporada de 2015. Todos os jogadores listados tem ao menos 3000  vezes ao bastão.